# Estación de Nápoles Afragola
La Estación de Nápoles Afragola (en italiano: Stazione di Napoli Afragola) es una estación ferroviaria en la Línea de alta velocidad Roma-Nápoles, ubicada en el municipio de Afragola, en la Ciudad metropolitana de Nápoles.
Presta servicio en una amplia zona de influencia en la región de Campania, desde la zona norteña de la Ciudad metropolitana de Nápoles hasta las provincias de Caserta, Benevento y Avellino. Es llamada "La Puerta del Sur".
La estación fue elegida por la BBC y la CNN como uno de los mejores edificios del mundo de 2017.

## Historia
El proyecto de la estación de la arquitecta Zaha Hadid fue presentado oficialmente el 4 de noviembre de 2003. Inmediatamente después de empezar la excavación, las obras se pararon debido a un hallazgo arqueólogico de gran importancia: una aldea micénica, primera y única de su tipo en ser descubierta en una localidad del interior. Tras una serie de contratiempos con las empresas encargadas de la realización de las obras, éstas se reiniciaron en febrero de 2015. La estación se estrenó el 6 de junio de 2017 y el servicio regular para los viajeros inició el 11 de junio siguiente.

## Descripción

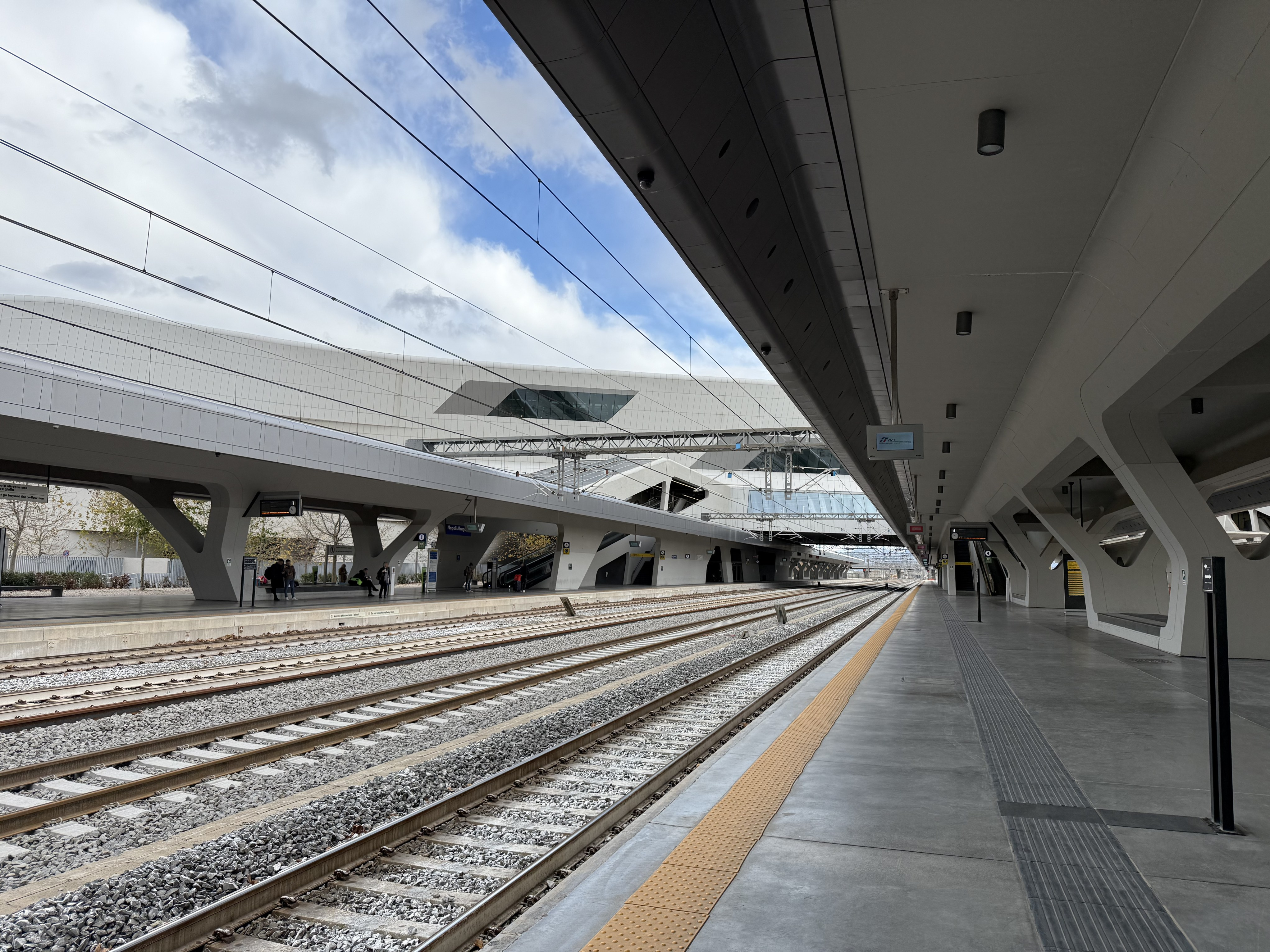
Andenes.

Zaha Hadid concibió la estación como un puente sobre las vías. La idea del puente nace de la consideración de ampliar la pasarela, necesaria para conectar los varios andenes, hasta convertirla en el túnel de pasajeros principal. El puente, además, evita que el edificio constituya un elemento de discontinuidad en el paisaje y conecta las dos franjas del parque que recorren los lados de las vías.
Los accesos a la estación, puestos en los extremos orientales y occidentales del puente, permiten canalizar el flujo de pasajeros a través de las zonas comerciales hacia el centro del salón de pasajeros, donde se encuentran la billetería y las salas de espera. El salón principal fue diseñado como un amplio atrio luminoso que facilita la vista hacia los andenes en la parte inferior y el centro comercial de la estación arriba. En el techo de la galería una vidriera de más de 5000 m² con shaders permite una difusión controlada de la luz solar directa. Además de la galería comercial, se prevé la realización de un parque natural tecnológico, instalaciones deportivas y un gran centro de exposiciones.